# Ferdinand Faivre
Ferdinand Faivre (Marsiglia, 8 ottobre 1860 – Montrouge, 19 agosto 1937) è stato uno scultore francese.

## Biografia
Marie Antoine Ferdinand Faivre nacque a Marsiglia l'8 ottobre del 1860 e studiò la scultura alla scuola di belle arti di Parigi presso Jules Cavelier, Louis-Ernest Barrias e André-Joseph Allar. Egli espose le proprie opere ai Saloni degli artisti francesi tra il 1882 e il 1924. Scolpì delle statuette e dei bassorilievi come pure delle decorazioni monumentali, come i gruppi decorativi della banca di Zurigo e il frontone del Royal Automobile Club di Londra. Per il museo egizio del Cairo si occupò di decorare la porta principale con due altorilievi di 4,75 metri di altezza che raffigurano le personificazioni dell'Alto e del Basso Egitto e con la scultura della chiave di volta con la testa di Iside.

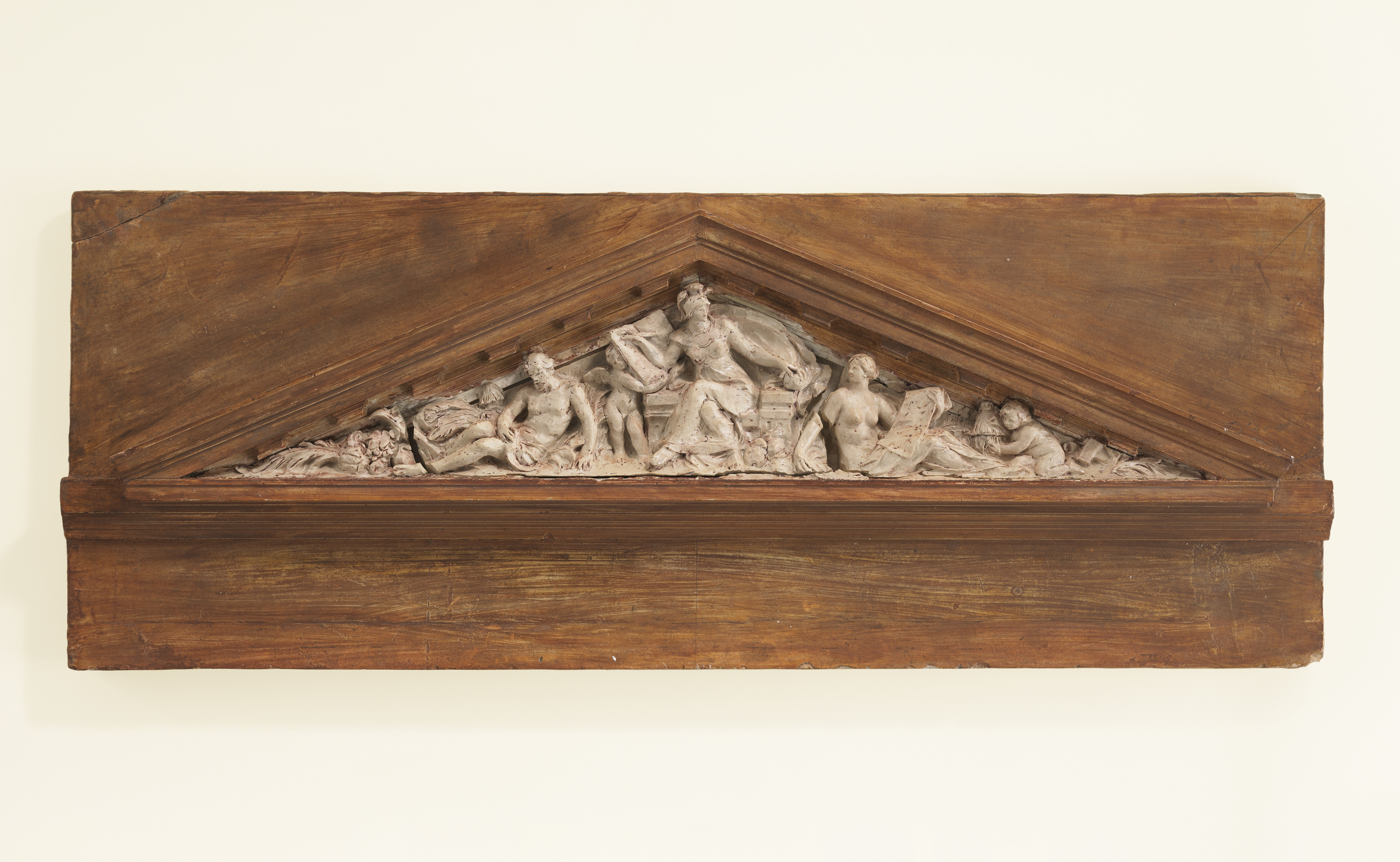
Un bozzetto per il frontone del Crédit Foncier de France, del 1905.

Egli decorò anche le facciate di vari edifici parigini, in quanto realizzò: il fregio decorativo dell'hôtel particulier di Lucien Guitry situato al numero 18 dell'avenue Élisée-Reclus (dal quale proviene una testa di bambino conservata al museo d'Orsay); una figura dell'Abbondanza per l'hôtel de Ritz; dei bassorilievi, delle ghirlande e dei medaglioni per la facciata dell'hôtel particulier situato al numero 18 della rue Benouville, all'angolo con la rue de la Faisanderie, che appartenne alla famiglia Hériot, proprietaria dei Grandi Magazzini del Louvre; il frontone del Crédit Foncier de France. Marsiglia, la sua città natale, possiede poche sue opere; si può citare una statua della Vergine col Bambino situata all'angolo tra la rue Fontange e la rue Blanqui.

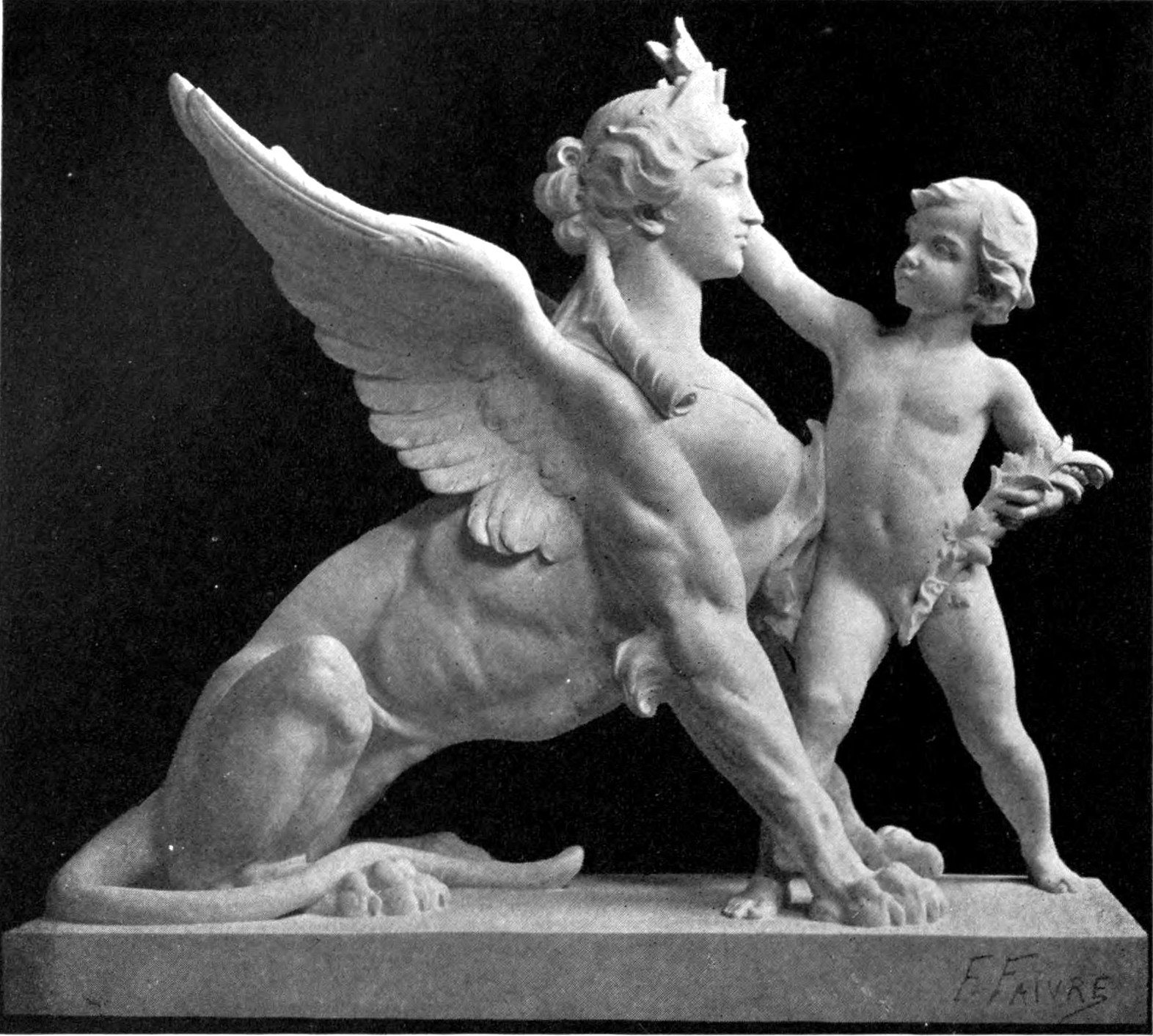
L'enigme ("L'enigma"), 1905

Tra le sue influenze all'inizio del ventesimo secolo c'è l'Art Nouveau, che si può notare nelle linee sinuose della sua fioriera in bronzo dorato, modellata con dei nudi e delle sirene che emergono dalle onde, del 1900, o la statua di marmo tratta dalla favola della "gatta trasformata in donna" di Jean de la Fontaine, risalente al 1906 e in seguito fusa nel bronzo. C'è anche il motivo della sfinge che era un soggetto popolare per la generazione simbolista. Per il monumento dedicato a Clovis Hugues in place de l'Archevêché a Embrun, scolpì una lastra bronzea sulla quale è iscritta una poesia del defunto. Il busto e il gruppo che rappresentano una giovane seduta che legge un libro a un ragazzo in piedi dinnanzi a lei sono opera della vedova del poeta, Jeanne Royannez.
Nel campo delle arti applicate, molti dei suoi progetti furono eseguiti per le ceramiche di Sèvres ed Émile Muller, e per i fonditori di bronzo per le belle arti Victor Thiébaut, Ferdinand Barbedienne e Siot-Decauville. Tra le sue varie opere si possono citare: L'enfance de Bacchus, gruppo in bronzo di 1,96 metri di altezza, acquistato dallo stato nel 1899 e attualmente distrutto, probabilmente fuso dai tedeschi nel 1943 per recuperarne il bronzo; La sphère terrestre, due figure allegoriche che sostengono un globo, un gruppo in pietra a Rochefort-en-Yvelines, al castello Porgès; una fontana decorativa con una ninfa e dei bambini, al museo Saint Loup di Troyes.

## Galleria d'immagini

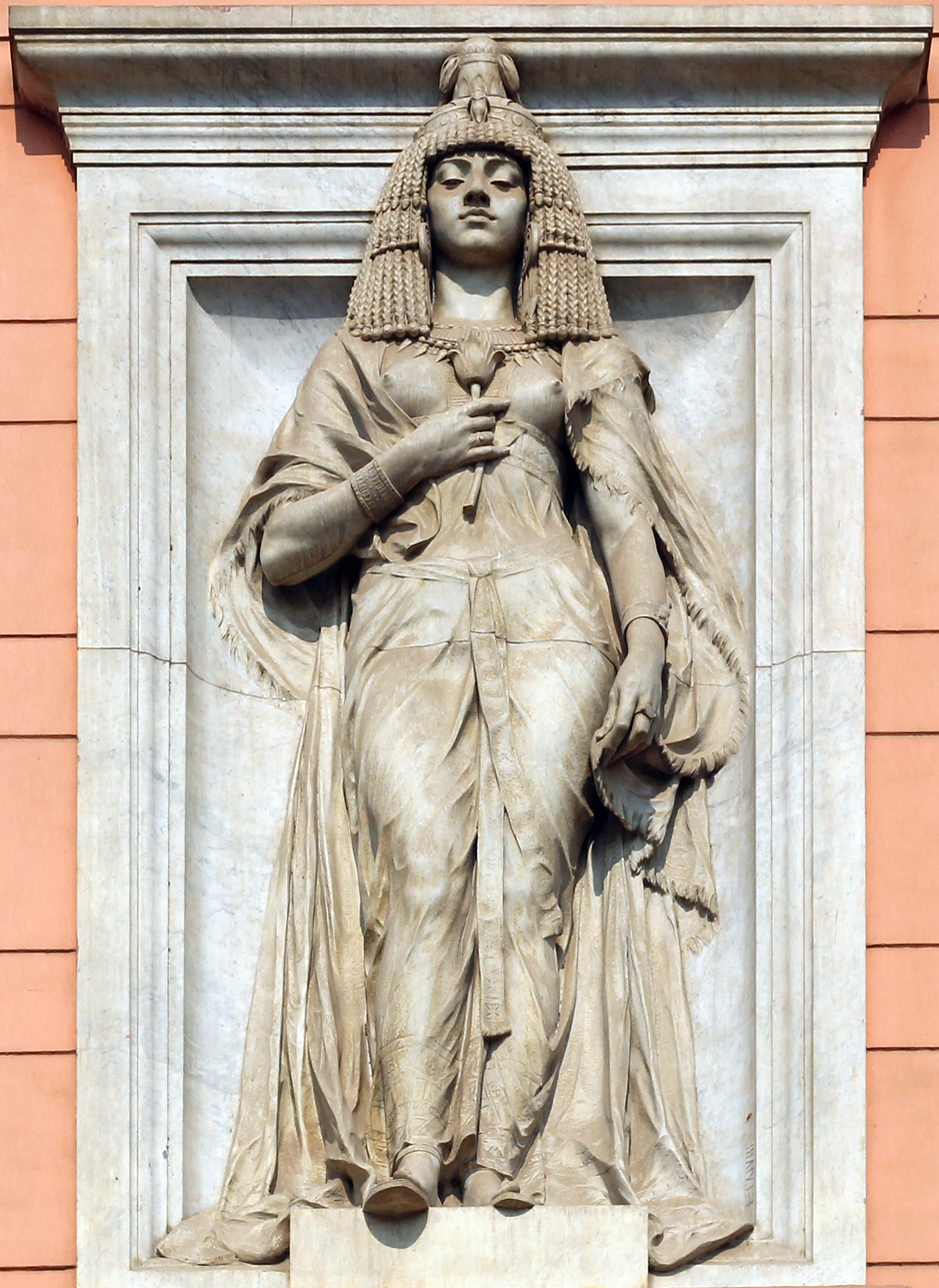
La personificazione dell'Alto Egitto situata all'ingresso del museo egizio del Cairo
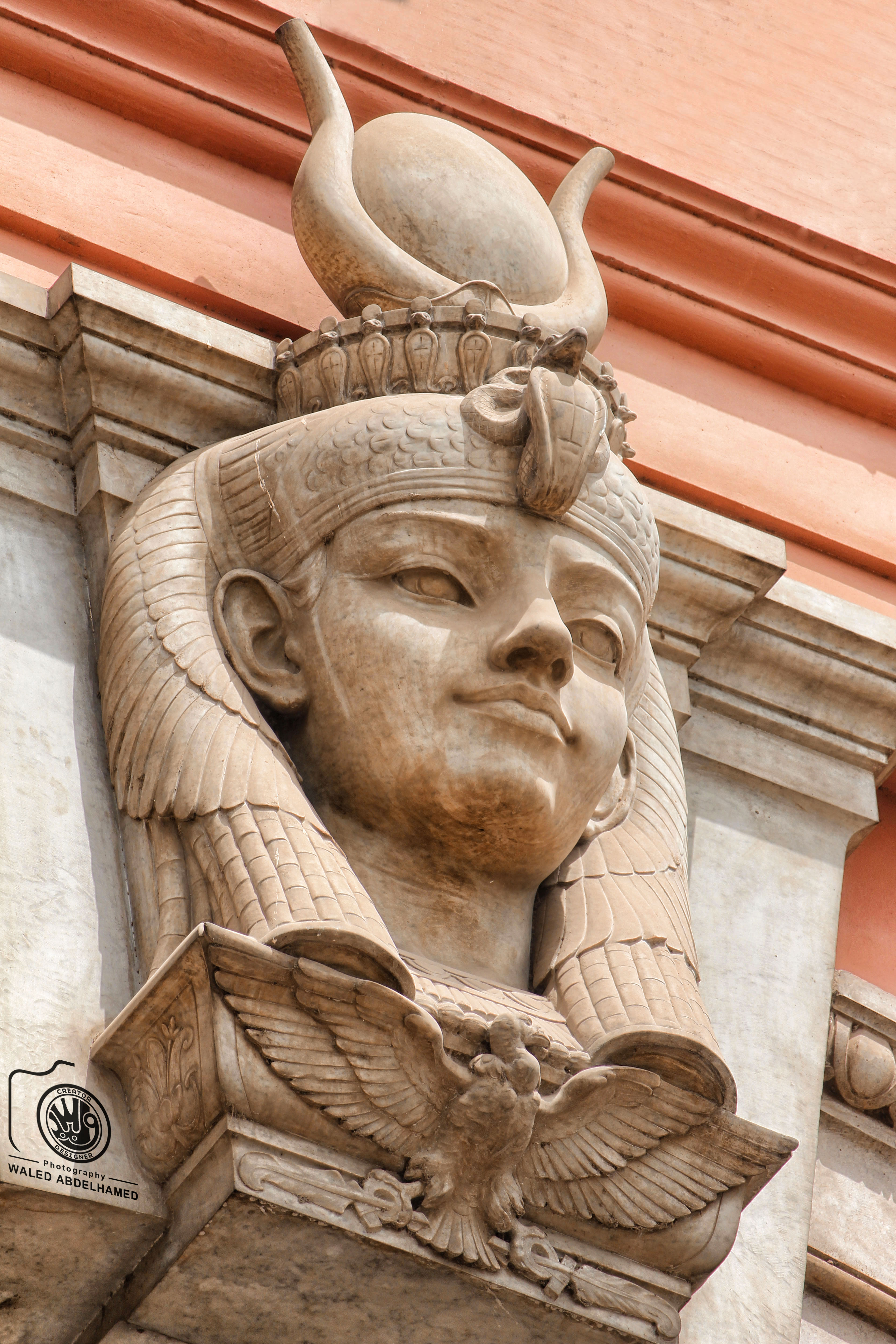
La chiave di volta con il volto della dea Iside situata all'ingresso del museo egizio del Cairo
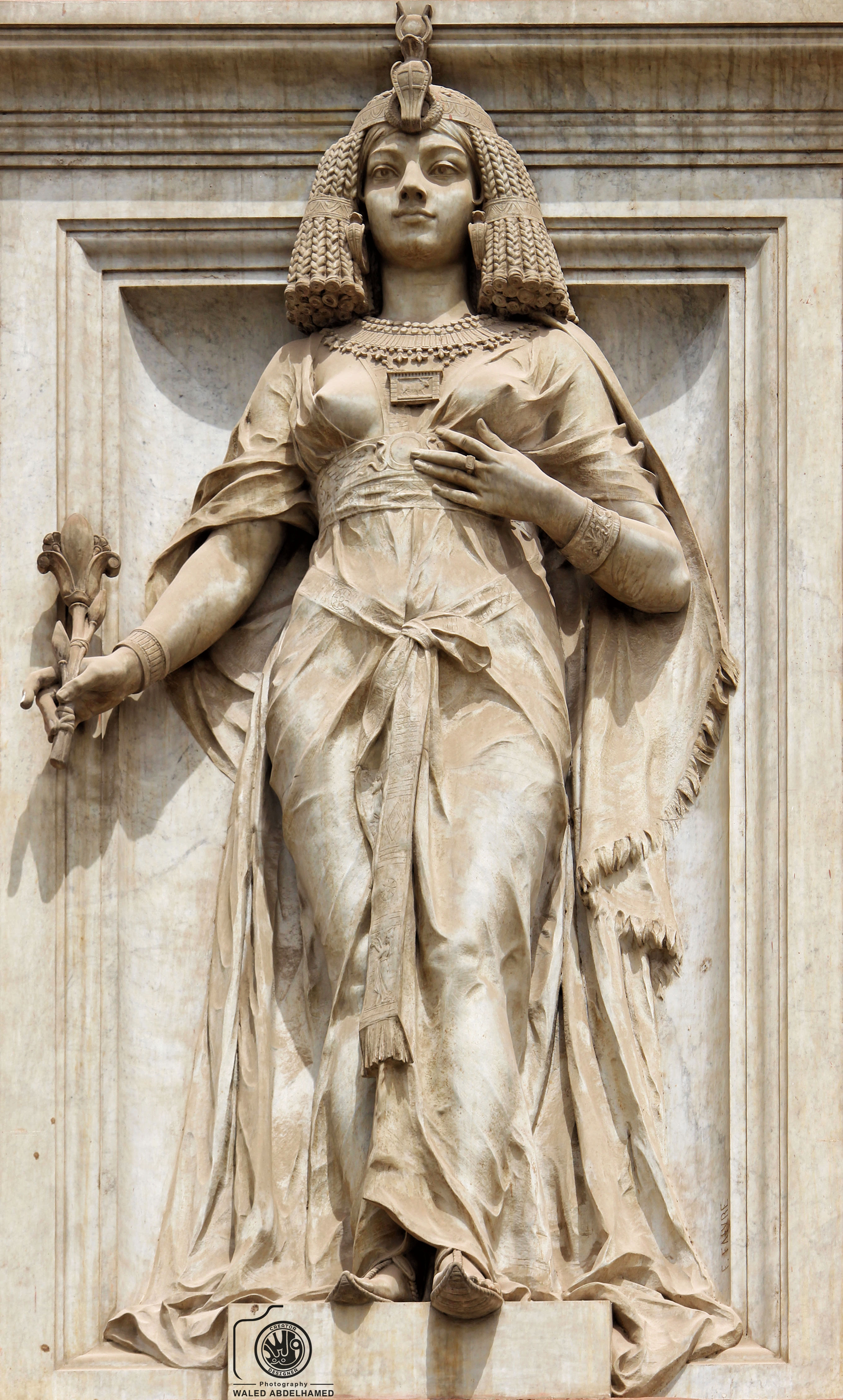
La personificazione del Basso Egitto situata all'ingresso del museo egizio del Cairo